# Harlem (pel·lícula)
Harlem és una pel·lícula de propaganda feixista de 1943 dirigida per Carmine Gallone i protagonitzada per Massimo Girotti, Amedeo Nazzari i Osvaldo Valenti.
El 1946 la pel·lícula va ser molt modificada i reeditada amb el títol Knock-out (Harlem); es va escurçar a només 85 minuts dels 113 minuts originals, principalment per eliminar les referències antisemites i antiamericanes, però deixant les racistes.

## Argument
Tommaso Rossi és un jove arquitecte que marxa d'Itàlia per unir-se al seu germà Amedeo que va fer fortuna com a constructor als Estats Units d'Amèrica. Descobrint el seu talent per la boxa, Tommaso accepta les propostes de l'entrenador Farrell, i confia en un entrenador per provar la seva carrera esportiva, en contra de la voluntat del seu germà. Mentre Tommaso encadena una sèrie d'èxits, s'enamora de la Muriel i es fa popular, el seu germà Amedeo per oposar-se a la venda d'una propietat es converteix en l'objectiu d'una banda de delinqüents. Així, implicat en un assassinat que no va cometre, Amedeo és detingut i totes les seves activitats embargades. En Tommaso és víctima del revés del seu germà, ja que el seu gerent l'ha deixat i és ignorat per tots els altres. Els delinqüents tenen la intenció de mantenir a la presó Amedeo Rossi el temps necessari perquè caduqui la seva opció de compra de l'immoble en què s'han posat els seus ulls per a una gran especulació.
Però de sobte l'antic entrenador d'en Tommaso li ofereix una gran oportunitat per un combat al Madison Square Garden amb el gran boxejador negre Charlie Lamb. Una victòria, poc probable, permetria pagar la gran fiança per alliberar el germà. Tommaso accepta però el vespre del partit també ha d'enfrontar-se al segrest del seu nebot, que el cap Sherman ha organitzat per aixafar l'ambiciós pla del jove italià. I contra tot pronòstic, després d'alliberar el petit Tony amb l'ajuda del seu amic Pat, en Tommaso arriba just a temps per presentar-se al combat i derrota el temible rival. Els dolents acaben a la presó, mentre que Amedeo se'n pot sortir gràcies al seu germà Tommaso.

### La versió original
La versió original menys consoladora de la pel·lícula era fortament nacionalista, antisemita i antiamericana; Amedeo és assassinat en una emboscada i al punt de morir suplica Tomasso que torni a la seva terra natal.

## Producció
La pel·lícula forma part del cinema de propaganda feixista. i fou rodada al plató 5 dels estudis de Cinecittà entre el 1942 i el 1943.
A l’original era previst que el director fos Alessandro Blasetti.
El guió va ser donat pel conte homònim de Giuseppe Achille publicat l'any 1939 per la revista «Romanzo Mensile» del Corriere della Sera; entre 1942 i 1943 l'autor també publicarà una versió com a guió i una novel·la amb el mateix títol.
El guió va ser encarregat a experts de diversos àmbits: Emilio Cecchi com a "coneixedor d'Amèrica" (també per la seva "America amara" de 1939) i pel "seu gust d'home de lletres i de cinema", Sergio Amidei per «la seva experiència com a guionista», Pietro Peroselli per «les seves habilitats com a esportista», Angelo Guidi com «un periodista que va viure a Nova York durant molt de temps». També s'indiquen Paolo Monelli i Pietro Carbonelli. L'aportació del guionista Giacomo Debenedetti, en canvi, no es va acreditar en els títols a causa de la lleis racials feixistes.

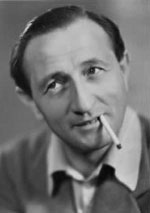
Carmine Gallone
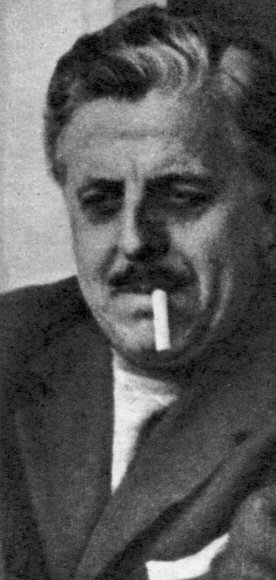
Sergio Amidei
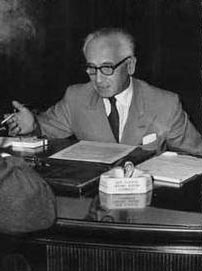
Giacomo Debenedetti

Per l'exterior es van utilitzar noticiaris americans, mentre que l'interior del Madison Square Garden es va reconstruir a Cinecittà.
Per la part esportiva, a més de Primo Carnera, hi van participar els boxejadors Erminio Spalla, Enrico Venturi i també Umberto Silvestri. El paper del boxejador negre, derrotat a la pel·lícula, va ser interpretat per l'italo-congolès Lodovico Longo.
Per a la gran audiència d'afroamericans es feien servir principalment presoners de guerra. Els alemanys, de fet, havien instal·lat un camp de presoners a Roma amb finalitats cinematogràfiques, utilitzant els presoners negres per la pel·lícula Germanin – Die Geschichte einer kolonialen Tat (1943), dirigit per Max W. Kimmich; per a la mateixa pel·lícula s'havien traslladat dones negres a Roma des de París. A Harlem algunes parts parlades es van confiar a homes de l'Àfrica oriental italiana que havien vingut a Itàlia per participar en els pavellons de la Mostra d'Oltremare a Nàpols l'any 1940 i van ser bloquejats a causa del conflicte mundial.

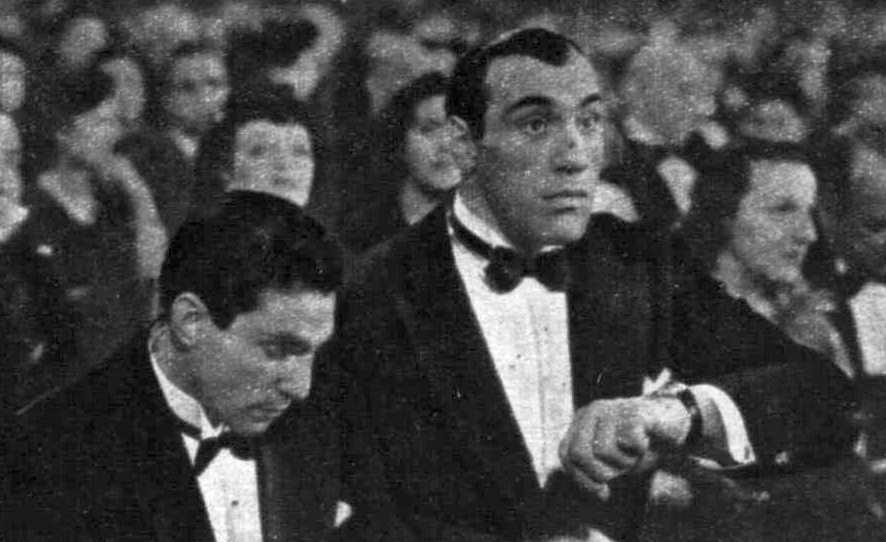
Venturi i Carnera
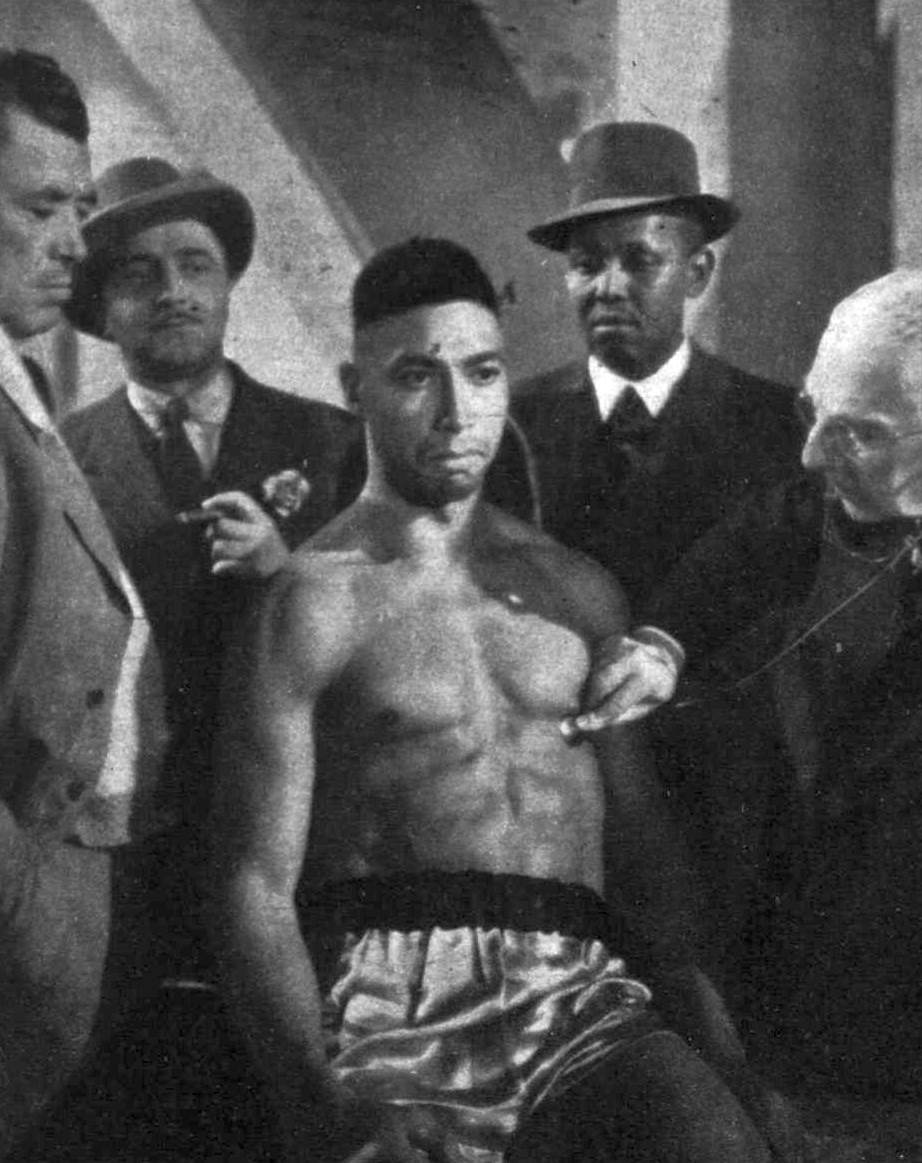
Lodovico Longo
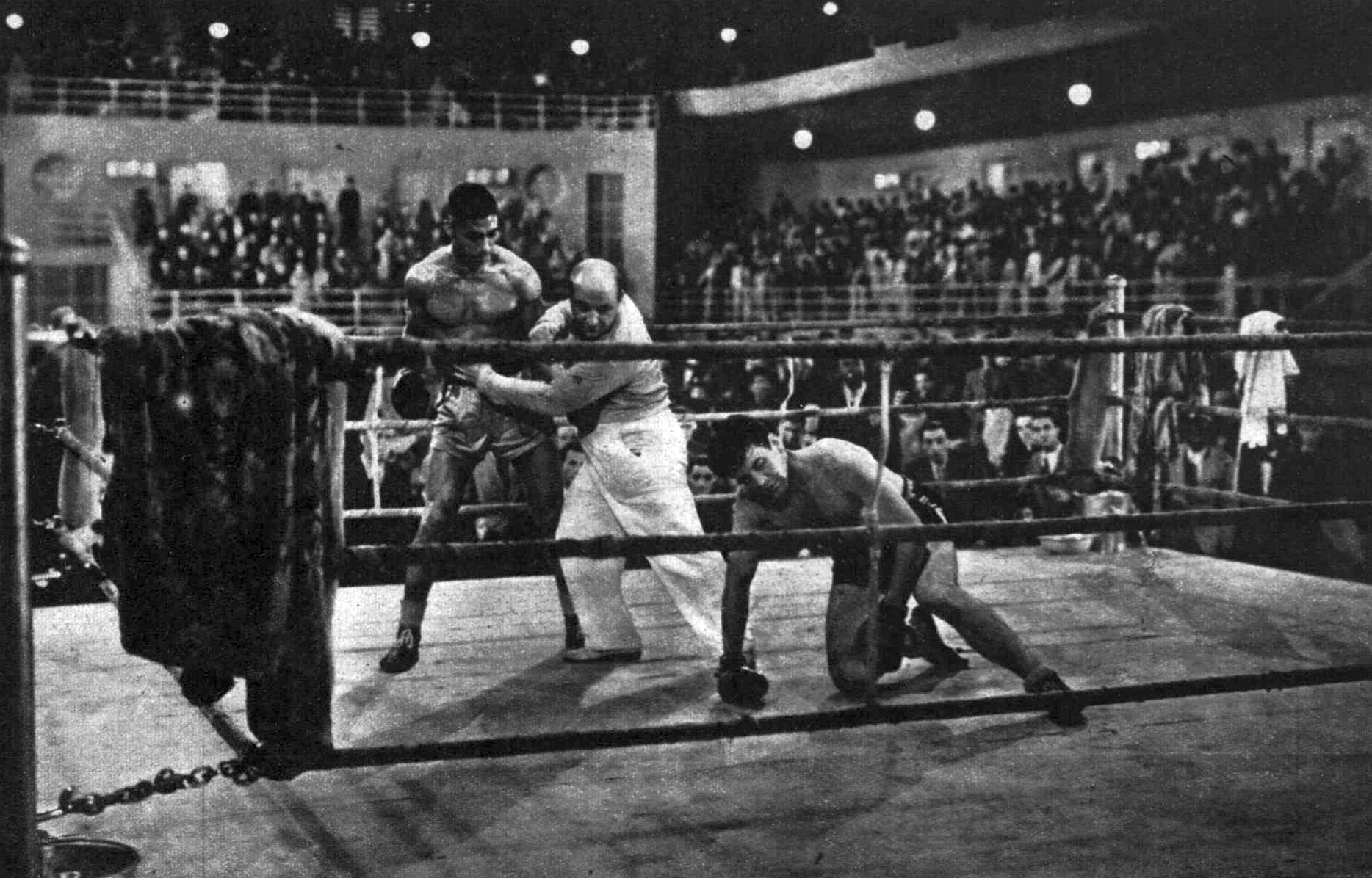
Reconstrucció del Madison Square Garden

## Distribució

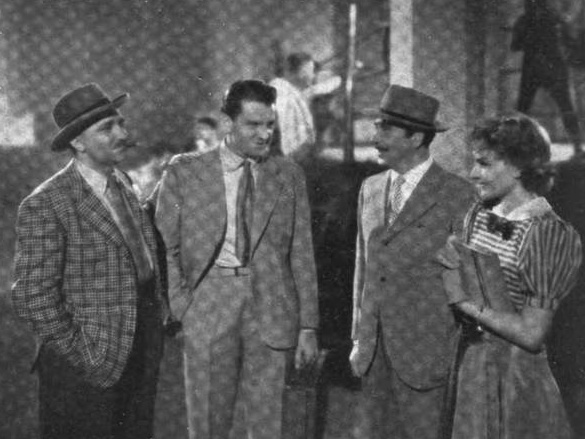
Enrico Glori, Massimo Girotti, Luigi Pavese i Vivi Gioi

La pel·lícula es va estrenar als cinemes italians el 24 d'abril de 1943; el visat de censura (n. 31926) es va emetre el 6 de maig de 1943. La presència en una petita part de Luisa Ferida va ser la base d'un concurs radiofònic.
A finals de 1946, la pel·lícula va ser reelaborada, eliminant algunes parts amb referències a la guerra d'Abissínia i el feixisme i els acudits antisemites i antiamericans ; d'altra banda, es van mantenir les referències racistes als negres, que estaven estereotipades. Nazzari va redoblar alguns acudits antiamericans convertint-los en un elogi d'Amèrica; algunes línies de Girotti van ser redoblades en canvi de Luigi Pavese (que també va participar en la pel·lícula com a actor, amb el paper de Joe Smith) com en el diàleg següent (versió de 1943 i 1946).
| « | Nazzari: No t'enfadis, estimat Tommaso. Sé què passa quan arribo aquí. Al principi no veiem més que bellesa, tot funcionant, tot caminant, tot automàtic sense esforç. Però al cap d'un temps comences a entendre que tot és un vernís. Girotti: Em sembla que no t'has de queixar. La pobra mare sempre deia: "El meu Amedeo realment ha trobat Amèrica!" Nazzari: Tot i això, sabia quantes vegades tinc ganes de deixar-ho tot, Amèrica, barraca, titelles i tornar a casa. Però ara és impossible, estan en marxa. Benvolgut Tommaso, aquest és un país on mors amb sabates, no ho saps? Girotti: Què estrany, ser aquí al teu pati sembla ser igual a Itàlia, tots els italians, tota la gent que parla com nosaltres. Les cares només es veuen a Itàlia. Nazzari : Sí, amb la diferència que aquí és Nova York | » |

| « | Nazzari: No t'enfadis, estimat Tommaso. Sé què passa quan arribo aquí. Al principi, creieu que els dòlars estan a la carretera i només cal que us ajupiu per recollir-los sense esforç. Però després veus que fins i tot aquí, estimada, has de treballar molt. Girotti (veu de Pavese): Em sembla que no t'has de queixar. La pobra mare sempre deia: "El meu Amedeo realment ha trobat Amèrica!" Nazzari: No obstant això, sabia quantes vegades em vaig aturar sense alè amb moltes ganes de renunciar a tot i tornar a casa. Eh, em vaig resistir i ara sóc algú, sí, però em sento cansat i compto amb tu, amb la teva ajuda. Ho entens? Girotti (veu de Pavese): És clar, per això vaig venir i crec que no em costarà instal·lar-me, perquè els treballadors del que vaig veure són quasi tots italians. Nazzari : Sí, tres quartes parts dels paletes de Nova York. | » |

També es va eliminar qualsevol referència explícita a Osvaldo Valenti dels títols (però no va ser possible eliminar-lo completament de la pel·lícula). Inicialment, la distribució només estava permesa al centre-sud d'Itàlia, excloent les ciutats de Roma, Nàpols i Florència, mentre que el 1947 també es va concedir la distribució al Vènet i a les ciutats més petites del Piemont, Ligúria i Llombardia; d'altra banda, Emília-Romanya va ser exclosa. El 5 de juliol de 1947 a Reggio Emilia es va robar una còpia de la pel·lícula al teatre Ariosto (on per error va ser enviat per la distribució) i va ser cremada amb l'argument que "era una pel·lícula feixista, perquè entre els actors hi havia Osvaldo Valente (sic)".

## Critica
Antonio Pietrangeli, a les pàgines de Bianco e Nero de l'1 de juny de 1943:
| « | Forjat amb una demostració definida i un propòsit didàctic en un final a l'estil Griffith i un partit de boxa ajustat. Després de tanta escassetat, després de tant paisatgisme ociós, vam veure gent saltar dempeus, cridar i aplaudir. Els autors volien donar a la pel·lícula un substitut de les pel·lícules americanes. Ens sorprèn que entre els autors hi hagi Cecchi que passa per competent en coses americanes. | » |

## Recepció
La pel·lícula s'indica com la més taquillera de l'any 1943, amb uns ingressos de més de 10 milions de lires en aquell moment.
| «                                                                           | Les taquilles a Roma, Milà, Torí i altres ciutats han marcat els punts màxims". Cal destacar especialment l'aspecte polític d'aquest èxit. De fet, personalment vaig presenciar diverses reposicions de la pel·lícula: el públic sempre xiulava fort, i en diverses ocasions, dirigit als negres, abissinis, policies americans i gàngsters, en canvi aplaudint frenèticament als italians i al cant dels nostres himnes. Informes similars provenen de totes les altres ciutats. L'efectivitat de la propaganda popular de l'odi contra l'enemic aconseguida amb aquesta pel·lícula és enorme i sense precedents; proposa tenir present la "fórmula" adoptada per Harlem en la preparació d'altres pel·lícules. | » |
| — Comunicació d'Eitel Monaco al ministre Gaetano Polverelli l’abril de 1943 | |   |

## Cites i referències
- Terrore ad Harlem (2009) és una novel·la d'Umberto Lenzi ambientada al plató de la pel·lícula.[21]